# Ernestia ovata
Ernestia ovata är en tvåhjärtbladig växtart som beskrevs av Célestin Alfred Cogniaux. Ernestia ovata ingår i släktet Ernestia och familjen Melastomataceae. Inga underarter finns listade i Catalogue of Life.